# Петар Јагодић Куриџа
Петар Јагодић, у народу познат као Куриџа, (око 1666, Билишане, Буковица — Задар, 9. април 1749) био је српски устаник..

## Биографија
Етимологија надимка није у потпуности позната. Једна теорија је да је надимак "Куриџа" је добио од Турака, што у преводу значи Неверни поп (Каур - неверник и Хоџа - поп). Друга је да је надимак настао од придјева "куражан" што значи храбар. Данас међ' далматинским Србима постоји презиме Куриџа.
Био је свештеник у цркви Светог Петра у Биовичину Селу. Као познати борац за социјалну правду ставио се на чело народног устанка познатијег као Куриџина буна која је 1704. године букнула на подручју Буковице и Равних Котара против млетачке власти, односно скупљача „дециме“ (пореза). У октобру 1704. године, после девет месеци устанка, морао је пребећи у Лику. Следеће године се враћа у Далмацију кад је добио гаранцију од новог провидура Giustina da Riva да му се неће судити. Настанио се у својим Билишанима где је наставио мирно да живи. По доласку новог провидура 1706. године, Canaieti га хапси и затвара у книнску тврђаву. Одатле је пребачен за Задар, где му је суђено. Осуђен је 9. јула 1706. године на 40 година тешке тамнице. Казну је издржао у тамници у Венецији. За тих 40 година ропства ништа није знао о својој ћерки Магдалини (Манди) која је живела сама у Билишанима. Једина веза са светом био му је Грк Петар Жпиро.
Ослобођен је 9. јула 1746. године. Иако је у тамници оглувео и ослепео није му дозвољено да се врати у Билишане. Умро је у Задру 9. априла 1749. године.